# H.J. Winkelman

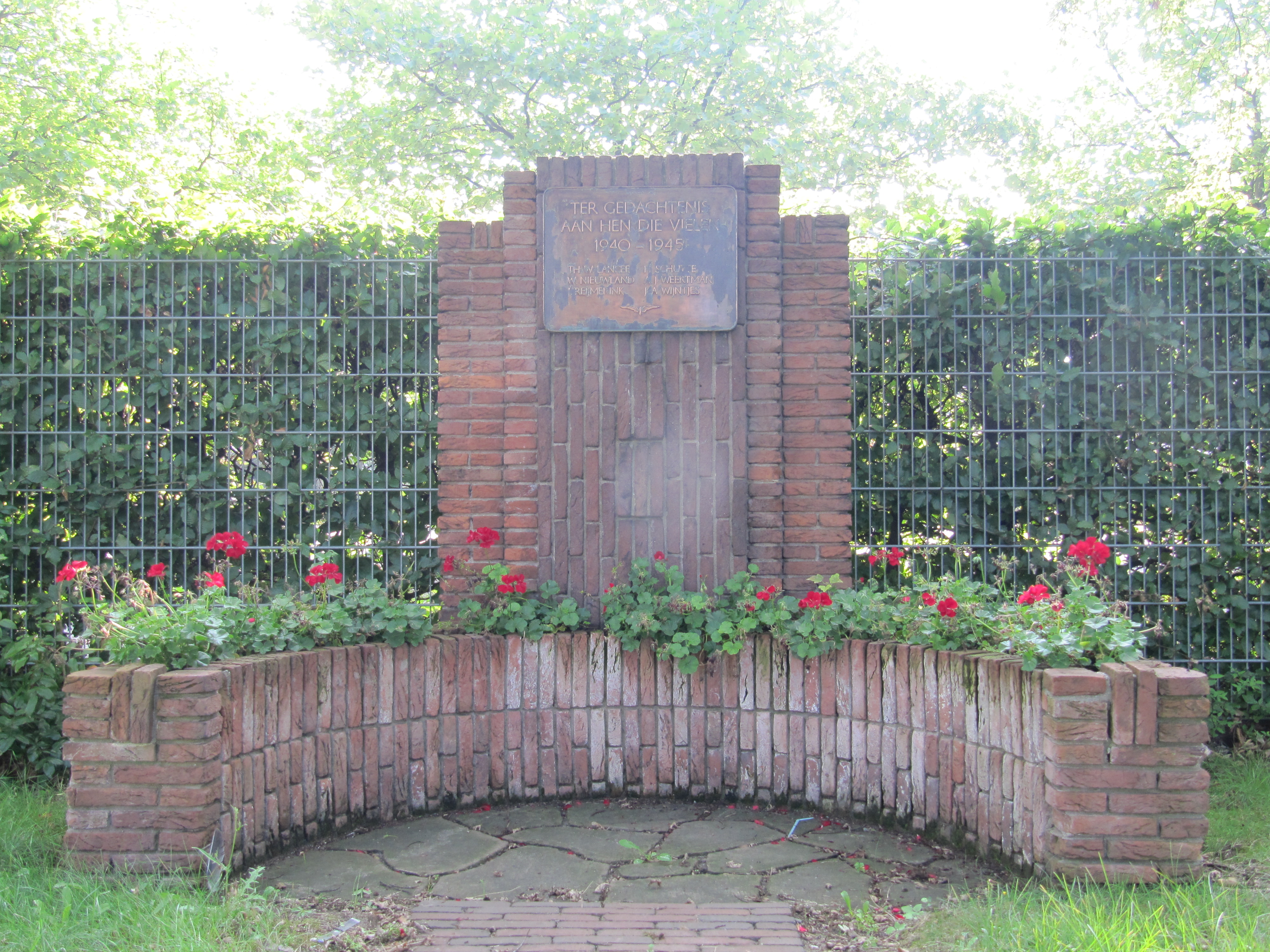
Oorlogsmonument 1940-1945 (onthuld 1948) van H.J. Winkelman en H.G.J. Schelling (architect), NS-wagenwerkplaats Soesterweg in Amersfoort

Hendrik Johannes Winkelman (Delft, 16 mei 1872 – Soest, 22 april 1948) was een Nederlandse ontwerptekenaar van metaalwerk, glasschilder en meubelontwerper.

## Leven en werk
Hendrik Jan Winkelman was zoon van schilder, later koffiehuishouder, Johannes Winkelman en Sara de Vries. Winkelman was getrouwd met Maria Gerardina Sanders.
Hij begon zijn carrière in dienst van de Koninklijke Fabriek F.W. Braat (1844-1983) in Delft. Hij ontwikkelde zich als autodidact tot ontwerper en tekenaar van eigen projecten. In 1910 richtte hij Winkelman & Van der Bijl op. Dit atelier voor siersmeedkunst vervaardigde in 1915 onder andere het hekwerk en het siersmeedwerk van trappen en lampen van het Scheepvaarthuis in Amsterdam naar het ontwerp van architect J.M. van der Mey.
In 1929 was het atelier uitgegroeid tot een bedrijf met 29 personeelsleden met opdrachten in Amsterdam en Den Haag. Winkelman werkte veelvuldig samen met de beeldhouwer Hildo Krop en de architecten Piet Kramer en Adriaan Moen bij de realisering van projecten van de Amsterdamse School, zoals talloze brugleuningen en Modemagazijnen Gebroeders Gerzon (1924) in de Spuistraat.
Winkelman vervaardigde eveneens glas-in-loodramen, onder andere voor het rijksmonument Bethlehemkerk (1923/1924) aan het Zwanenplein 34 in Amsterdam-Noord.

## Gedenkplaten NS-stations

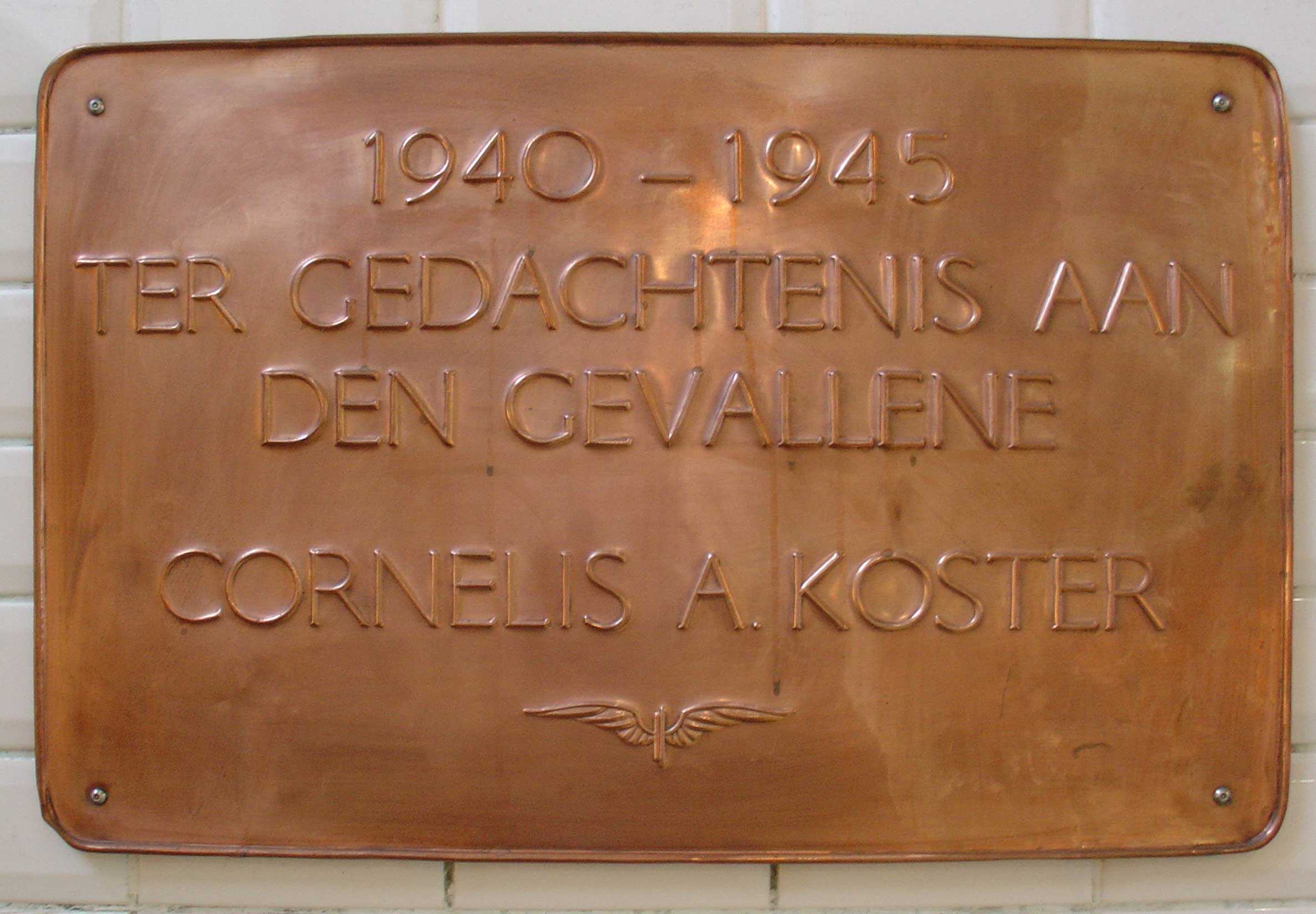
Herinneringsplaquette in Gouda

Na de Tweede Wereldoorlog ontwierpen de architect Herman Schelling (ontwerp) en Winkelman (uitvoering) meer dan honderd bronzen en roodkoperen plaquettes voor het gevallen spoorwegpersoneel voor NS-stations in Nederland, die in de jaren 1947 en 1948 werden onthuld.